# Astragalus punctatus
Astragalus punctatus är en ärtväxtart som beskrevs av Aleksandr Andrejevitj Bunge. Astragalus punctatus ingår i släktet vedlar, och familjen ärtväxter. Inga underarter finns listade i Catalogue of Life.